# Changbin (Taitung)
Changbin (chinesisch 長濱鄉, Pinyin Chángbīn Xiāng) ist eine Landgemeinde im Landkreis Taitung auf Taiwan (Republik China).

## Lage und Landschaft
Changbin ist die nördlichste Gemeinde im Landkreis Taitung. Sie besteht aus einem langgestreckten, etwa 8 Kilometer breiten und 28 Kilometer langen, sich in  Nord-Süd-Richtung erstreckenden Küstenstreifen (der Name Changbin bedeutet „lange Küste“). Im Norden markiert der Tafeng-Gipfel den Endpunkt und im Süden die Brücke von Chiao. Zum Landesinneren hin wird die Gemeinde durch das Haian-Küstengebirge begrenzt. Die Nachbargemeinden von Changin sind Yuli und Fuli (beide im Landkreis Hualien) im Westen, Fengbin (ebenfalls Landkreis Hualien) im Norden, sowie Chenggong im Landkreis Taitung im Süden.
| Gliederung von Changbin                                                                      |
| Changyuan 樟原村 Sanchien 三間村 Chungyung 忠勇村 Changbin 長濱村 Chuhu 竹湖村 Ningpu 寧埔村 |

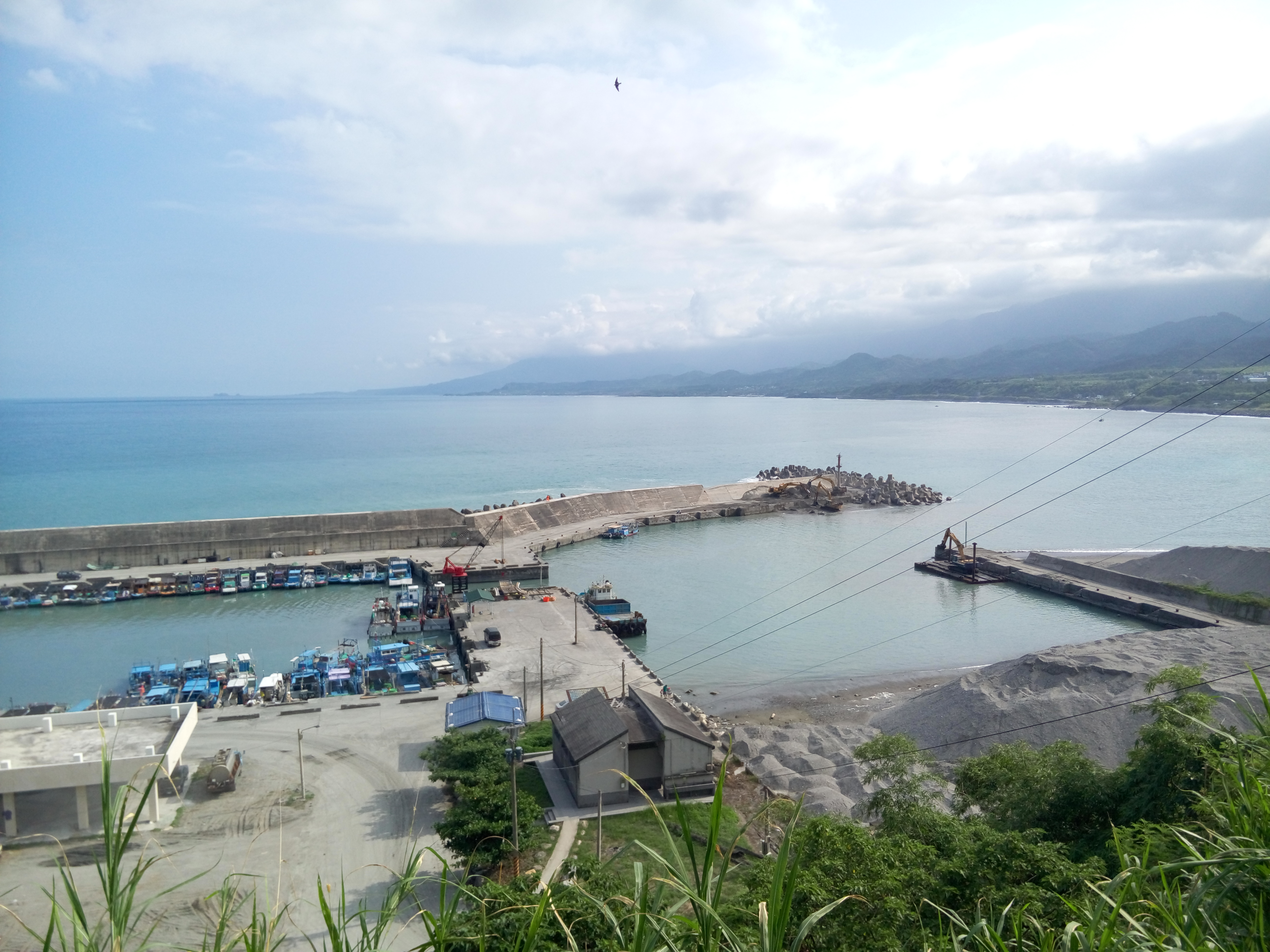
Hafen von Changbin

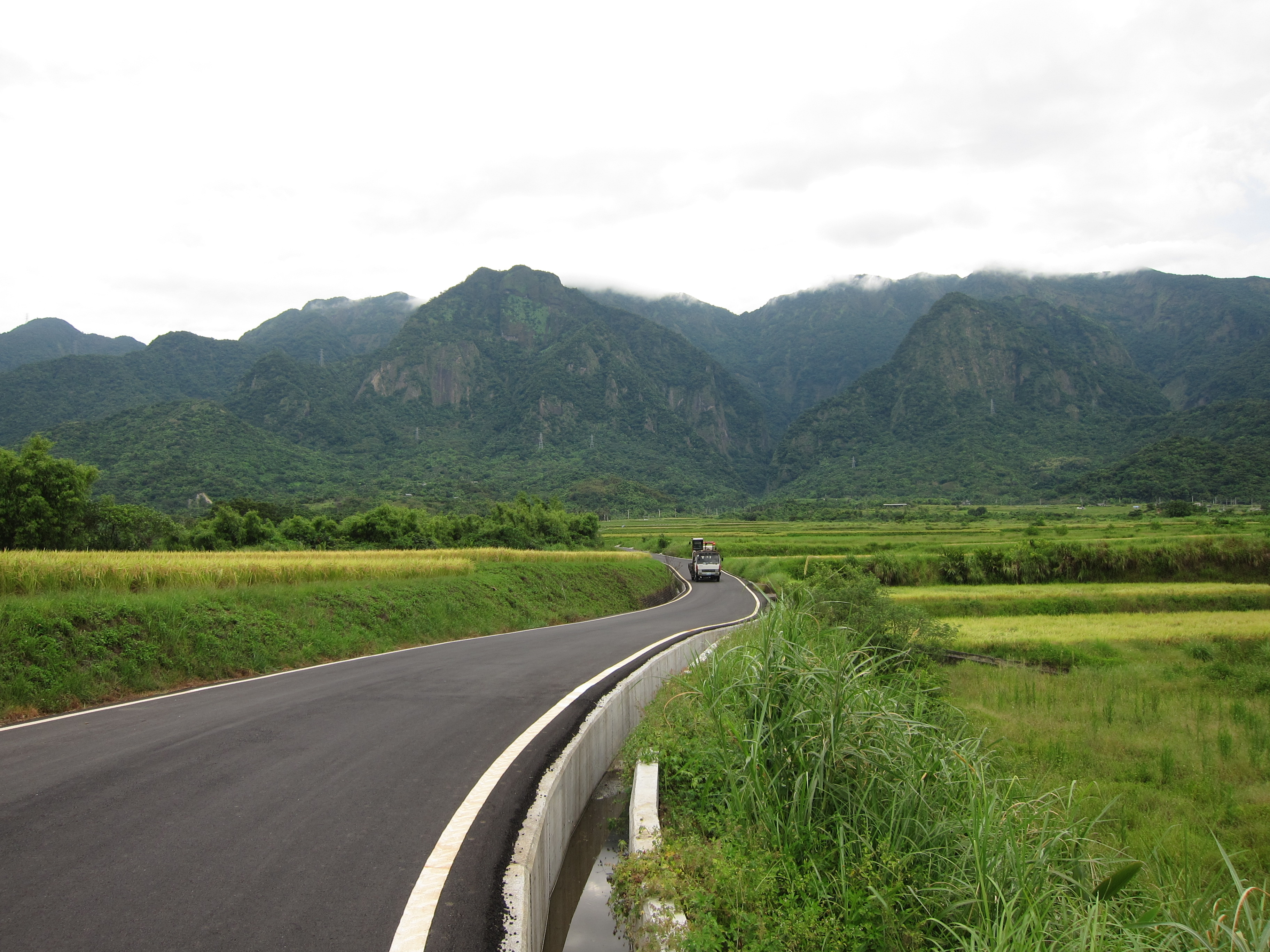
Straße in Changbin

Administrativ ist Changbin weiter untergliedert in die 6 Dorfgemeinden Changyuan (樟原村), Sanchien (三間村), Chungyung (忠勇村), Changbin (長濱村), Chuhu (竹湖村), und Ningpu (寧埔村).
Landschaftlich zeichnet sich Changbin durch eine vielgestaltige und sehenswerte Pazifikküste aus. Ein erheblicher Teil der Gemeinde besteht aus Hügel- und Bergland. Das Klima ist feucht-gemäßigt warm und mild, und ideal für den Reisanbau. Von September bis März weht der Nordost-Monsun und zwischen April und September der Südwest-Monsun, der den meisten Regen bringt. Der durchschnittliche Jahresniederschlag liegt bei bis zu 2.100 mm. Die niedrigsten Temperaturen werden mit durchschnittlich etwa 19 °C im Januar, und die höchsten Temperaturen mit durchschnittlich 28 °C im Juli erreicht. Die Region ist seismisch aktiv. Am 16. Mai 2017 ereignete sich ein Beben mit Epizentrum etwa 60 Kilometer vor der Küste, das am stärksten in Changbin mit einer Magnitude von 5.0 registriert wurde.

## Bevölkerung
Die ursprünglichen Bewohner der Gegend waren die indigenen Volksstämme der Amis und der Kavalan. Ab etwa dem 19. Jahrhundert setzte die Einwanderung von Han-Chinesen (vor allem Hakka) ein. Die heutige Bevölkerung ist multiethnisch (Amis, Siraya, Kavalan, Bunun, Hakka, Han) und besteht zu etwa 80 Prozent aus Angehörigen der indigenen Völker Taiwans. Nach der Bevölkerungsstatistik 2010 wurden folgende Sprachen zu Hause gesprochen: 80 % Hochchinesisch, 42 % taiwanisches Minnan, 55 % indigene Sprachen, 3 % Hakka, 4 % andere. Die Mehrheit der Bevölkerung war mehrsprachig. Die Bevölkerungsdichte Changbins ist mit weniger als 50 Personen pro km² für taiwanische Verhältnisse außerordentlich niedrig, was zum einen in der hügeligen Topografie begründet ist und zum anderen in der abgelegenen Lage an der Ostküste.

## Wirtschaft und Infrastruktur
Verkehrstechnisch ist das Gebiet relativ abgelegen und liegt weit entfernt von den großen Industrie- und Wirtschaftszentren Taiwans, die allesamt in den Ebenen an der Westküste konzentriert sind. In Nord-Süd-Richtung wird die Gemeinde von der Provinz-Schnellstraße Nr. 11 durchquert. Größere Industrien gibt es nicht. Der Tourismus gewinnt zunehmend an Bedeutung und Fahrradtouren sowie Busreisen entlang der Ostküste Taiwans erfreuen sich zunehmender Beliebtheit. Von überregionaler Bedeutung sind die Höhlen und archäologischen Stätten von Baxiandong (八仙洞遺址), in denen altsteinzeitliche menschliche Artefakte gefunden wurden – die ältesten Funde auf ganz Taiwan.